# Wołoszyńska Szczerbina
Wołoszyńska Szczerbina (niem. Walachensattel, słow. Vološínska štrbina, węg. Woľoszyn-csorba) – położona na wysokości ok. 2135 m przełęcz we wschodniej grani Świnicy w masywie Wołoszyna w polskich Tatrach Wysokich pomiędzy Małym Wołoszynem (2144 m) i Wielkim Wołoszynem (2155 m).
Przełęcz jest pierwszą od zachodu w masywie Wołoszyna i oddziela od siebie najwyższe dwa wierzchołki grzbietu. W kierunku południowym (a dokładniej z odchyleniem na zachód) opada z przełęczy orograficznie lewe ramię Żlebu pod Krzyżnem uchodzącego do Doliny Roztoki, na północny wschód do Doliny Waksmundzkiej również żleb mający swój wylot w piarżysku powyżej Zadniej Równicy. W jego dolnej części wypływa Waksmundzki Potok.
Pierwsze odnotowane wejście: Eugeniusz Janota, Maksymilian Nowicki i przewodnik Maciej Sieczka, 16 sierpnia 1867 r. Pierwsze wejście zimowe: Mieczysław Karłowicz i Roman Kordys, 25 stycznia 1908 r. Oba wejścia miały miejsce podczas drogi z Krzyżnego na Wielki Wołoszyn.
Przez masyw Wołoszyna przeprowadzona została na początku XX wieku przez ks. Walentego Gadowskiego trasa Orlej Perci. Odcinek od Polany pod Wołoszynem do Krzyżnego od wielu lat jest jednak zamknięty, cały masyw Wołoszyna został natomiast objęty ścisłą ochroną i wyłączony z ruchu turystycznego i taternickiego.

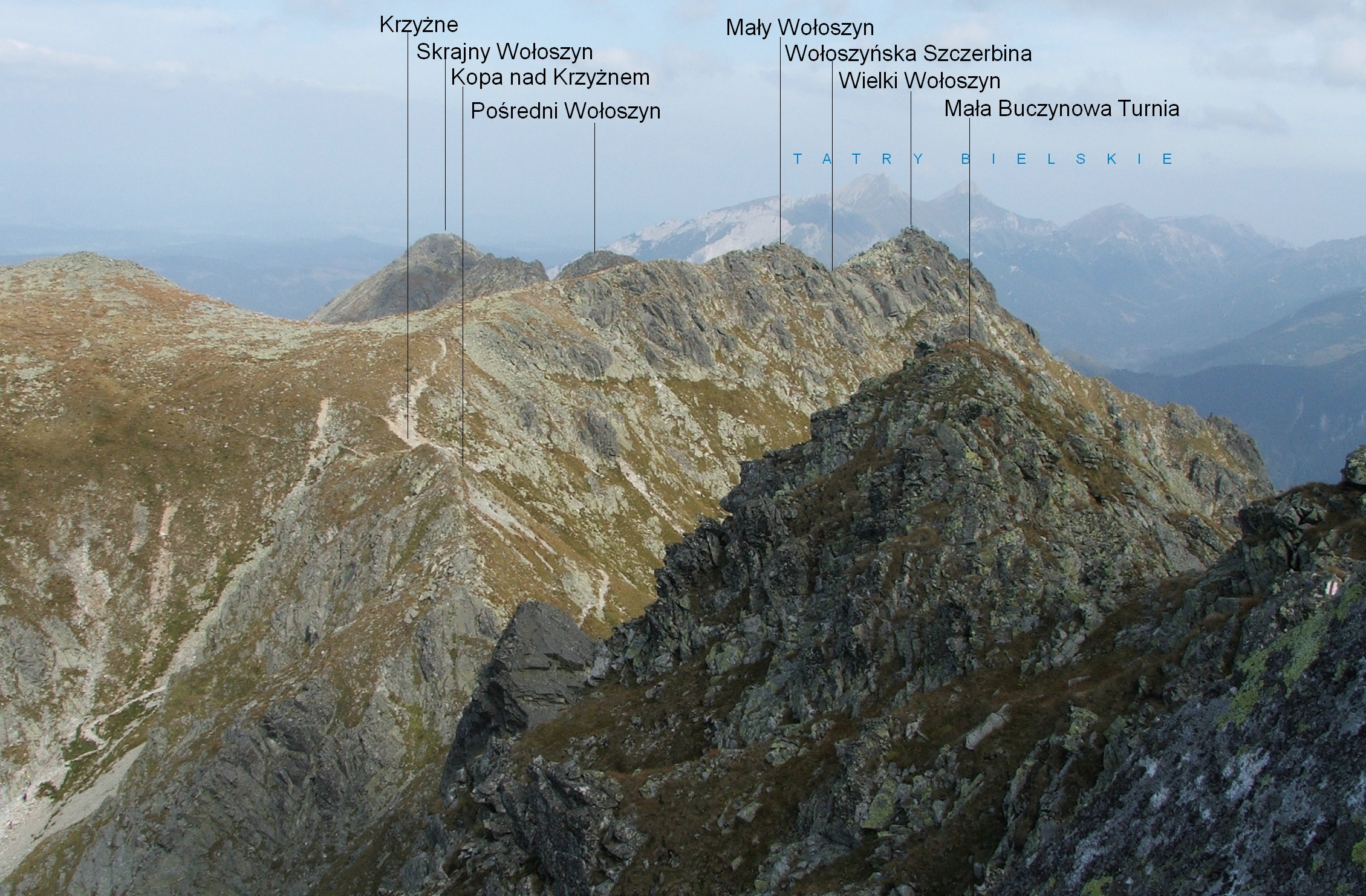
Widok z Małej Buczynowej Turni
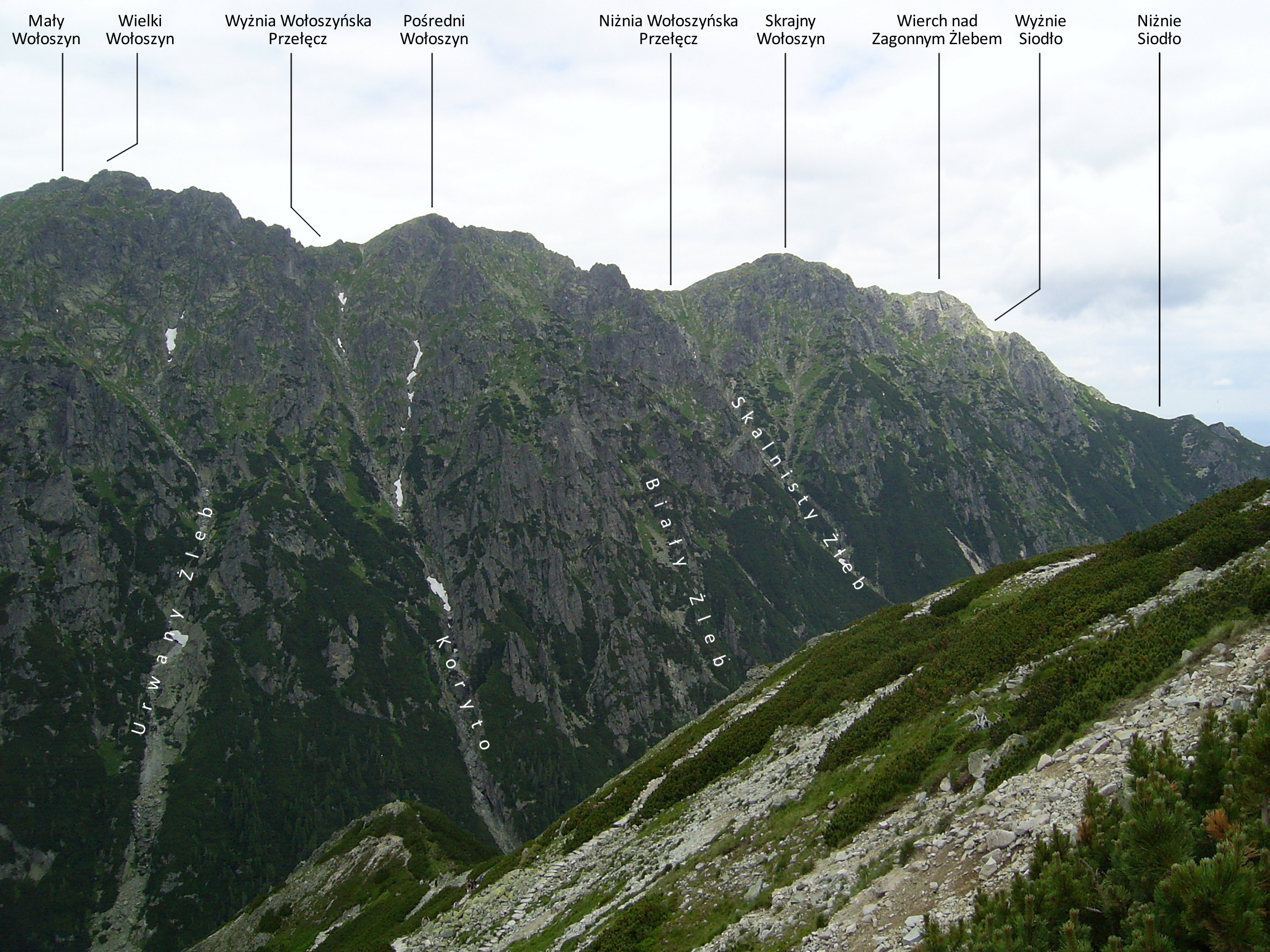
Masyw Wołoszyna ze Świstowej Czuby, po lewej Mały i Wielki Wołoszyn